# Mahjong Quest
Mahjongh Quest é um jogo de mahjong criado pela empresa de jogos Iwin para computadores. Nele você ajuda o protagonista do jogo, o garotinho Kwazi, a rescontruir os lugares destruidos por onde passa. Em cada lugar resconstruido, um certo animal do Zodíaco Chinês aparece o diz uma frase de sabedoria.

## Hitória
A hitória do jogo mostra a viagem de Kwazi, para restaurar o mundo afora, que foi destruido pelos três dragões de mahjong, vermelho, verde e azul. Kwazi viaja de sua pequena vila nos campos até o lar dos três dragões, nas montanhas. Até lá, ele passa por doze cenarios com cinco fases cada, também destruídos pelos dragões.

## Jogabilidade
Para restaurar os cenários, o jogador deve completar uma série de tabuleiros de peças de mahjong. O objetivo de cada fase é fazer um par com as peças douradas de Ying e Yang, que geralmente ficam escondidas no meio do tabuleiro. O jogador pode tentar completar os tabuleiros com o menor número de pares possivel, para fazer mais pontos extras, com as peças de Ying e Yang.

## Ligações Externas
- Download Mahjong Quest
- Download Iwin